# هاميش ووكر
هاميش ووكر هو سياسي نيوزيلندي، ولد في 15 مايو 1985 في دنيدن في نيوزيلندا. نشط حزبياً في الحزب الوطني في نيوزيلندا. وقد انتخب عضو مجلس النواب النيوزيلندي ‏ عن دائرة Clutha-Southland ‏ وقد انضم خلال فترته النيابية ‏ للكتلة البرلمانية الحزب الوطني في نيوزيلندا.